# Kaprolakton
Kaprolakton (přesněji ε-kaprolakton, jelikož existují též α-, β- γ- a δ-kaprolakton) je lakton odvozený od kyseliny kapronové. Byl používán na výrobu kaprolaktamu.

## Výroba a použití
Kaprolakton se průmyslově vyrábí Baeyerovou–Villigerovou oxidací cyklohexanonu pomocí kyseliny peroctové.
Používá se na výrobu speciálních polymerů, například polykaprolaktonu, který z něj vzniká polymerací s otevřením kruhu. Dalším polymerem vyrávěným z kaprolaktonu je polyglekapron, jenž se využívá v chirurgii jako šicí materiál.

## Reakce
Kaprolakton sloužil jako výchozí látka při výrobě kaprolaktamu. Kaprolakton reaguje za zvýšené teploty s amoniakem a přitom vzniká příslušný laktam:
(CH2)5CO2 + NH3 → (CH2)5C(O)NH + H2O
Karbonylací kaprolaktonu a následnou hydrolýzou se získává kyselina pimelová. Laktonový kruh lze snadno otevřít pomocí nukleofilů, jako jsou alkoholy nebo voda, za vzniku polylaktonů nebo kyseliny 6-hydroxyadipové.